# Santa Eulàlia de Puig-oriol
Santa Eulàlia de Puig-oriol és una entitat de població, capital del municipi de Lluçà, a la comarca del Lluçanès, a la regió de l'Alt Ter. En una carenada, a deu minuts de l'antiga parròquia, que es trobava en l'indret de l'actual cementiri. En el cens de 2006 tenia 161 habitants.
El 905 ja hi havia una església de Santa Eulàlia, sufragània de la de Lluçà, prop de la vila (avui mas) de Puig-oriol, que fou reedificada els segles XVII i XVIII, es troba sobre la carretera de Lluçà. Fou refeta el 1435, segurament a conseqüència dels terratrèmols del 1428, i avui només en resta una part com a capella del cementiri.
Però la formació del poble és del segle xviii. A partir d'aquest i principis del segle vinent anà creixent fins a comptar amb unes 50 famílies a mitjan segle. Quan fou decidida la construcció d'una nova església al poble (1855), erigida en parròquia independent de Lluçà el 1878.
Les petites indústries tèxtils (la més antiga, del 1861) i la nova xarxa de comunicacions no han aconseguit d'acréixer l'impuls que tenia, i actualment té uns 200 i escaig habitants (dues terceres parts de tot el terme). Hi radica l'ajuntament i és l'únic nucli de població aglomerada del terme.
Existeix com a cognom, present a la Catalunya central i de possible origen occità.